# David Gunjević
David Gunjević, zadarski sportski djelatnik i entuzijast, te bivši voditelj odnosa s javnošću Košarkaških klubova Zadar i Diadora te Kluba hokeja na ledu Medveščak Zagreb. Obnašao je dužnost Direktora Košarkaškog kluba Zadar i potpredsjednika ABA lige.

## Životopis
Kao stipendist Svjetske košarkaške federacije Gunjević je diplomirao menadžment na prestižnom Royal Hollowayu, Sveučilišta u Londonu i istovremeno postao prvi verificirani menadžer FIBA-ine akademije u Regiji. 2016. godine dodijeljena mu je čast da bude jedini Ambasador košarke 3x3 u Hrvatskoj a početkom sezone 2018./19. izabran je za službenog Delegata najjačeg europskog klupskog košarkaškog natjecanja - Eurolige.
Bogato iskustvo stekao je vođenjem komunikacija u Košarkaškom klubu Zadar i KHL-u Medveščak Zagreb tijekom Kontinentalne hokejske lige.
Suautor je knjige o prvoj godini KK-a Diadora i idejni začetnik pokreta #Entuzijasti u Zadru.